# ایپسن
ایپسن (انگلیسی: Ipsen) شرکت داروسازی فرانسوی است، که در سال ۱۹۲۹ تأسیس شد.